# Taxonomía de Clements
James Clements (1927-2005) fue un ornitólogo estadounidense que elaboró un catálogo mundial de las especies actuales de aves distribuidas en órdenes y familias. 
En 1975 publicó su tesis doctoral, Birds of the World, A Check List (Aves del Mundo, un Catálogo), que ha sido actualizado periódicamente y que ahora está en versión de 2019 (Clements, J. F., T. S. Schulenberg, M. J. Iliff, D. Roberson, T. A. Fredericks, B. L. Sullivan, and C. L. Wood. 2018. The eBird/Clements checklist of birds of the world: v2018. Downloaded from ). Existe una versión impresa y una versión en formato excel que puede descargarse libremente desde el sitio web  del Cornell Lab of Ornithology.
La taxonomía utilizada en esta obra, de corte clásico, es un referente para los ornitólogos a nivel mundial, y es la oficialmente usada en la Wikipedia en español. Existen varias alternativas a la taxonomía de Clements ya que la clasificación de las aves está en continuo flujo; las nuevas técnicas de análisis de ADN junto con la sistemática cladística están aportando nuevos datos de gran interés taxonómico que, de buen seguro, permitirán resolver los puntos más oscuros de la taxonomía actual.

## Taxonomía
El catálogo de Clements incluye todas las especies y subespecies de aves actuales y las extintas en tiempos históricos; en su sexta edición (2007) lista 9.878 especies y un total de 30.386 taxones (contado también las subespecies), más 86 especies extintas en tiempos recientes.
A continuación se presenta el catálogo de Clements hasta nivel de familia.
- Orden Struthioniformes
  - Familia Struthionidae
  - Familia Rheidae
  - Familia Casuariidae
  - Familia Dromaiidae
  - Familia Apterygidae
- Orden Tinamiformes
  - Familia Tinamidae
- Orden Anseriformes
  - Familia Anhimidae
  - Familia Anatidae
- Orden Galliformes
  - Familia Megapodiidae
  - Familia Cracidae
  - Familia Phasianidae
  - Familia Odontophoridae
- Orden Gaviiformes
  - Familia Gaviidae
- Orden Podicipediformes
  - Familia Podicipedidae
- Orden Phoenicopteriformes
  - Familia Phoenicopteridae
- Orden Sphenisciformes
  - Familia Spheniscidae
- Orden Procellariiformes
  - Familia Diomedeidae
  - Familia Procellariidae
  - Familia Hydrobatidae
  - Familia Pelecanoididae
- Orden Pelecaniformes
  - Familia Phaethontidae
  - Familia Sulidae
  - Familia Pelecanidae
  - Familia Phalacrocoracidae
  - Familia Anhingidae
  - Familia Fregatidae
- Orden Accipitriformes[3]
  - Familia Cathartidae
  - Familia Pandionidae
  - Familia Accipitridae
  - Familia Sagittariidae
- Orden Ciconiiformes
  - Familia Ardeidae
  - Familia Threskiornithidae
  - Familia Scopidae
  - Familia Ciconiidae
  - Familia Balaenicipitidae
- Orden Falconiformes
  - Familia Falconidae
- Orden Gruiformes
  - Familia Mesitornithidae
  - Familia Turnicidae
  - Familia Rallidae
  - Familia Heliornithidae
  - Familia Rhynchotidae
  - Familia Eurypygidae
  - Familia Otididae
  - Familia Aramidae
  - Familia Psophiidae
  - Familia Gruidae
- Orden Cariamiformes
  - Familia Cariamidae
- Orden Charadriiformes
  - Familia Burhinidae
  - Familia Chionididae
  - Familia Charadriidae
  - Familia Pluvianellidae
  - Familia Dromadidae
  - Familia Haematopodidae
  - Familia Ibidorhynchidae
  - Familia Recurvirostridae
  - Familia Jacanidae
  - Familia Scolopacidae
  - Familia Glareolidae
  - Familia Pedionomidae
  - Familia Thinocoridae
  - Familia Rostratulidae
  - Familia Laridae
  - Familia Stercorariidae
  - Familia Alcidae
- Orden Pterocliformes
  - Familia Pteroclidae
- Orden Columbiformes
  - Familia Columbidae
  - Familia Raphidae
- Orden Psittaciformes
  - Familia Cacatuidae
  - Familia Psittacidae
- Orden Cuculiformes
  - Familia Musophagidae
  - Familia Opisthocomidae
  - Familia Cuculidae
- Orden Strigiformes
  - Familia Tytonidae
  - Familia Strigidae
- Orden Caprimulgiformes
  - Familia Aegothelidae
  - Familia Podargidae
  - Familia Caprimulgidae
  - Familia Nyctibiidae
  - Familia Steatornithidae
- Orden Apodiformes
  - Familia Apodidae
  - Familia Hemiprocnidae
  - Familia Trochilidae
- Orden Coliiformes
  - Familia Coliidae
- Orden Trogoniformes
  - Familia Trogonidae
- Orden Coraciiformes
  - Familia Todidae
  - Familia Momotidae
  - Familia Alcedinidae
  - Familia Meropidae
  - Familia Coraciidae
  - Familia Brachypteraciidae
  - Familia Leptosomatidae
  - Familia Upupidae
  - Familia Phoeniculidae
  - Familia Bucerotidae
- Orden Galbuliformes
  - Familia Bucconidae
  - Familia Galbulidae
- Orden Piciformes
  - Familia Lybiidae
  - Familia Megalaimidae
  - Familia Capitonidae
  - Familia Ramphastidae
  - Familia Indicatoridae
  - Familia Picidae
- Orden Passeriformes
  - Familia Acanthisittidae
  - Familia Acanthizidae
  - Familia Aegithalidae
  - Familia Aegithinidae
  - Familia Alaudidae
  - Familia Artamidae
  - Familia Atrichornithidae
  - Familia Bombycillidae
  - Familia Callaeidae
  - Familia Campephagidae
  - Familia Cardinalidae
  - Familia Certhiidae
  - Familia Chloropseidae
  - Familia Cinclidae
  - Familia Cisticolidae
  - Familia Climacteridae
  - Familia Cnemophilidae
  - Familia Coerebidae
  - Familia Conopophagidae
  - Familia Corcoracidae
  - Familia Corvidae
  - Familia Cotingidae
  - Familia Cractidae
  - Familia Dicaeidae
  - Familia Dicruridae
  - Familia Donacobiidae
  - Familia Drepanididae
  - Familia Dulidae
  - Familia Emberizidae
  - Familia Epthianuridae
  - Familia Estrildidae
  - Familia Eupetidae
  - Familia Eurylaimidae
  - Familia Formicariidae
  - Familia Fringillidae
  - Familia Furnariidae
  - Familia Grallariidae
  - Familia Grallinidae
  - Familia Hirundinidae
  - Familia Hypocoliidae
  - Familia Icteridae
  - Familia Irenidae
  - Familia Laniidae
  - Familia Malaconotidae
  - Familia Maluridae
  - Familia Melanocharitidae
  - Familia Meliphagidae
  - Familia Menuridae
  - Familia Mimidae
  - Familia Monarchidae
  - Familia Motacillidae
  - Familia Muscicapidae
  - Familia Nectariniidae
  - Familia Neosittidae
  - Familia Oriolidae
  - Familia Orthonychidae
  - Familia Oxyruncidae
  - Familia Pachycephalidae
  - Familia Paradisaeidae
  - Familia Paradoxornithidae
  - Familia Paramythiidae
  - Familia Pardalotidae
  - Familia Paridae
  - Familia Parulidae
  - Familia Passeridae
  - Familia Petroicidae
  - Familia Peucedramidae
  - Familia Philepittidae
  - Familia Picathartidae
  - Familia Pipridae
  - Familia Pittidae
  - Familia Pityriaseidae
  - Familia Platysteiridae
  - Familia Ploceidae
  - Familia Polioptilidae
  - Familia Pomatostomidae
  - Familia Prionopidae
  - Familia Promeropidae
  - Familia Prunellidae
  - Familia Ptilogonatidae
  - Familia Ptilonorhynchidae
  - Familia Pycnonotidae
  - Familia Regulidae
  - Familia Remizidae
  - Familia Rhabdornithidae
  - Familia Rhinocryptidae
  - Familia Rhipiduridae
  - Familia Sittidae
  - Familia Sturnidae
  - Familia Sylviidae
  - Familia Thamnophilidae
  - Familia Thraupidae
  - Familia Tichodromidae
  - Familia Timaliidae
  - Familia Tityridae
  - Familia Troglodytidae
  - Familia Turdidae
  - Familia Tyrannidae
  - Familia Urocynchramidae
  - Familia Vangidae
  - Familia Viduidae
  - Familia Vireonidae
  - Familia Zosteropidae